# Al-Hilal Port Sudan
Al-Hilal Port-Sudan (arab. نادي هلال الساحل الرياضي) – sudański klub piłkarski z siedzibą w miejscowości Port Sudan nad Morzem Czerwonym. Al-Hilal jest jednokrotnym mistrzem Sudanu.

## Historia
Klub Al-Hilal Port-Sudan został założony w 1937 i jest jednym z pięciu mistrzów Sudanu w całej historii. Ma swoją siedzibę w mieście Port Sudan. Swoje mecze rozgrywa na Stade Port Sudan, który mieści 7 000 kibiców.
Al-Hilal Port-Sudan jest jedną z trzech drużyn, która przerwała dominację klubów Al-Hilal Omdurman i Al-Merreikh Omdurman. Jedyne mistrzostwo wywalczył w 1992 roku. Nigdy nie zdobył Pucharu Sudanu.

## Sukcesy
- Mistrz Sudanu (1 raz): 1992

## Występy w afrykańskich pucharach
- Afrykańska Liga Mistrzów: 1 występ

1993 – pierwsza runda
- Puchar CAF: 1 występ

1995 – 1. runda

## Skład na sezon 2015/2016
Skład zespołu na sezon 2015/2016:
| Nr | Poz. | Piłkarz           |
| -- | ---- | ----------------- |
| -  | BR   | Alsadek Abas      |
| -  | BR   | Alzeber Mostafa   |
| -  | BR   | Atef Abdallah     |
| -  | OB   | Adil El-Dalla     |
| -  | OB   | Ahmed Awad Eljeed |
| -  | OB   | Anas El-Tahir     |
| -  | OB   | Awad Fathe        |
| -  | OB   | Ayman Al-Kas      |
| -  | OB   | Hamouda Atia      |
| -  | OB   | Hatim Mahmod      |
| -  | OB   | Muneer Abdalgader |
| -  | OB   | Wael Abdallah     |
| -  | PO   | Adel Alfeel       |

| Nr | Poz. | Piłkarz            |
| -- | ---- | ------------------ |
| -  | PO   | Faisal Haroun      |
| -  | PO   | Mohammed Khamees   |
| -  | PO   | Mostafa Nagm Aldin |
| -  | PO   | Nezar Abdaleziz    |
| -  | PO   | Sehab Barod        |
| -  | PO   | Sif Aldin Abdallah |
| -  | NA   | Akram Disi         |
| -  | NA   | Koni               |
| -  | NA   | Moez Sif Aldin     |
| -  | NA   | Mortada Abdallah   |
| -  | NA   | Moseab Alalmin     |
| -  | NA   | Rami Norin         |
| -  | NA   | Rashid Hamdoun     |